# Voile aux Jeux olympiques d'été de 1964
Navigation
Rome 1960 Mexico 1968
Cinq épreuves de voile furent disputées aux Jeux olympiques d'été de 1964 autour de l'île d'Enoshima au Japon du 12 au 21 octobre 1964.

## Voiliers olympiques

Finn - Flying Dutchman - Star - Dragon - 5.5 mJI jauge de 1949 issue de la Jauge internationale

## Tableau des médailles
| Rang | Pays                       | Médaille d'or | Médaille d'argent | Médaille de bronze | Total |
| 1    | Équipe unifiée d'Allemagne | 1             | 1                 | 0                  | 2     |
| 2    | Danemark                   | 1             | 0                 | 1                  | 2     |
| 3    | Australie                  | 1             | 0                 | 0                  | 1     |
| 3    | Bahamas                    | 1             | 0                 | 0                  | 1     |
| 3    | Nouvelle-Zélande           | 1             | 0                 | 0                  | 1     |
| 6    | États-Unis                 | 0             | 2                 | 3                  | 5     |
| 7    | Suède                      | 0             | 1                 | 1                  | 2     |
| 8    | Royaume-Uni                | 0             | 1                 | 0                  | 1     |

## Résultats

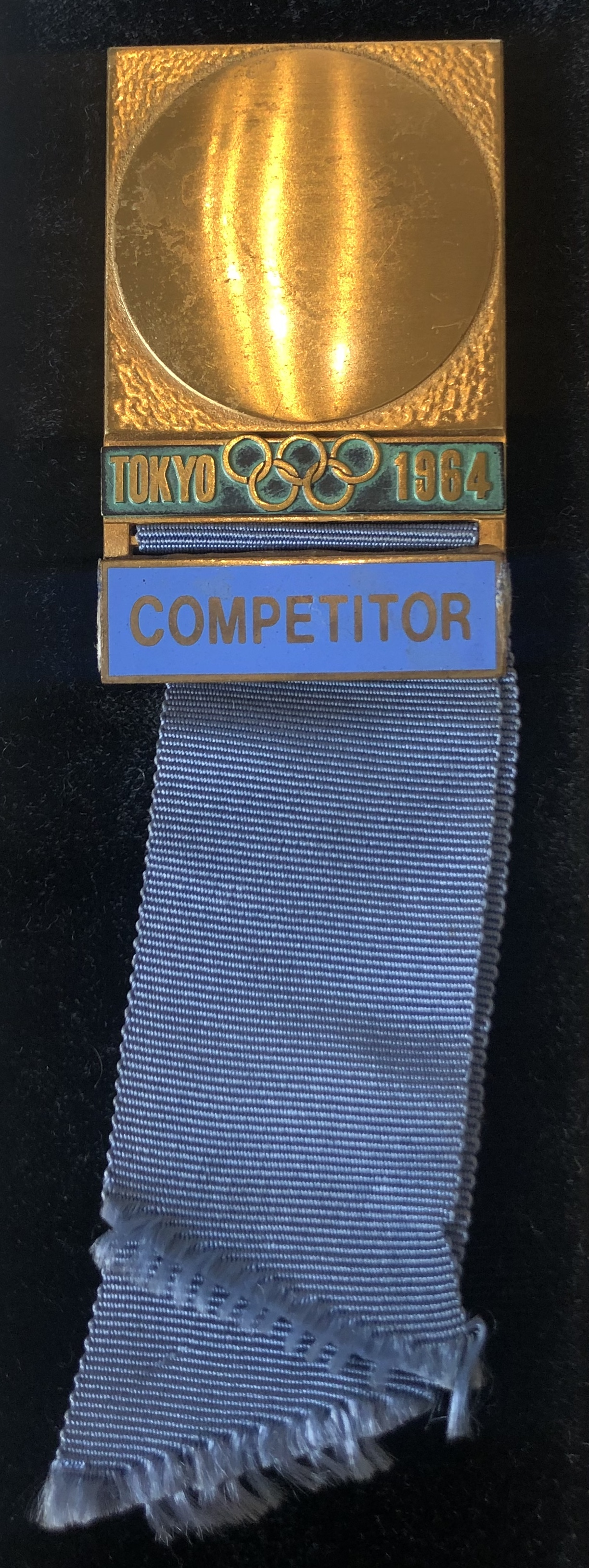

| Épreuve         | Or                                                                  | Argent                                                                       | Bronze                                                             |
| 5,5 mètres JI   | Australie Barrenjoey William Northam Peter O'Donnell James Sargeant | Suède Rush VII Lars Thörn Sture Stork Arne Karlsson                          | États-Unis Bingo John J. McNamara Francis Scully Joseph Batchelder |
| Dragon          | Danemark White Lady Ole Berntsen Christian von Bülow Ole Poulsen    | Équipe unifiée d'Allemagne Mutafo Peter Ahrendt Ulrich Mense Wilfried Lorenz | États-Unis Aphrodite Lowell North Charles Rogers Richard Deaver    |
| Flying Dutchman | Nouvelle-Zélande Pandora Earle Wells Helmer Pedersen                | Royaume-Uni Lady C. Keith Musto Tony Morgan                                  | États-Unis Widgeon Harry Melges William Bentsen                    |
| Finn            | Équipe unifiée d'Allemagne G-10 Wilhelm Kuhweide                    | États-Unis US-40 Peter Barrett                                               | Danemark D-7 Henning Wind                                          |
| Star            | Bahamas Gem Durward Knowles Cecil Cooke                             | États-Unis Glider Richard Stearns Lynn Williams                              | Suède Humbug V Pelle Petterson Holger Sundström                    |